# Harry G. Haskell
Harry Garner Haskell Jr. (ur. 27 maja 1921 w Wilmington, zm. 16 stycznia 2020) – amerykański polityk, członek Partii Republikańskiej.

## Działalność polityczna
W okresie od 3 stycznia 1957 do 3 stycznia 1959 był przedstawicielem stanu Delaware w Izbie Reprezentantów Stanów Zjednoczonych. Od 7 stycznia 1969 do 9 stycznia 1973 był burmistrzem swojego rodzinnego miasta Wilmington.